# Emily Scarratt
Emily Beth Scarratt (Leicester, 8 de febrero de 1990) es una profesora y jugadora británica de rugby que se desempeña como centro.

## Selección nacional
Fue convocada a las Red Roses por primera vez en agosto de 2009, normalmente es una jugadora titular en su seleccionado y hasta el momento lleva 57 partidos jugados.
En 2016 integró la recién creada Selección británica de Sevens que participó de los Juegos Olímpicos de Río de Janeiro 2016, las británicas resultaron eliminadas en semifinales por sus pares neozelandesas y luego no pudieron obtener la medalla de bronce al caer derrotadas por las Canuncks.

### Participaciones en Copas del Mundo
Disputó las Copas del Mundo de Inglaterra 2010 resultando subcampeona, Francia 2014 donde fue una de las principales figuras de su país, logrando consagrarse campeona del Mundo y actualmente se encuentra disputando el Mundial de Irlanda 2017.
| Mundial                                | Sede       | Resultado    | PJ | Tries |
| -------------------------------------- | ---------- | ------------ | -- | ----- |
| Copa Mundial de Rugby Femenino de 2010 | Inglaterra | Subcampeona  | 4  | 1     |
| Copa Mundial de Rugby Femenino de 2014 | Francia    | Campeona     | 3  | 1     |
| Copa Mundial de Rugby Femenino de 2017 | Irlanda    | Disputándose | 2  | 3     |

## Palmarés
- Campeona del Seis Naciones Femenino de 2010, 2011, 2012 y 2017.